# Кюрнбах
Кюрнбах (нім. Kürnbach) — громада в Німеччині, знаходиться в землі Баден-Вюртемберг. Підпорядковується адміністративному округу Карлсруе. Входить до складу району Карлсруе.
Площа — 12,67 км2. Населення становить 2394 ос. (станом на 31 грудня 2020).